# Cigudosa
Cigudosa ist ein Ort und eine zur bevölkerungsarmen Serranía Celtibérica gehörende Gemeinde (municipio) mit nur noch 15 Einwohnern (Stand: 2024) in der Provinz Soria im Osten der autonomen Gemeinschaft Kastilien-León in Spanien. Cigudosa ist die tiefstgelegene Gemeinde der gesamten Provinz Soria.

## Lage
Der Ort Cigudosa liegt auf einem Hügel oberhalb einer Flussschleife des Río Alhama ca. 59 km (Fahrtstrecke) nordöstlich der Provinzhauptstadt Soria nahe der Grenze zur Nachbarprovinz La Rioja in einer Höhe von ca. 735 m; bis nach Logroño sind es gut 100 km in Richtung Nordwesten. Das Klima ist gemäßigt bis warm; Regen (ca. 515 mm/Jahr) fällt hauptsächlich im Winterhalbjahr.

## Bevölkerungsentwicklung
| Jahr      | 1857 | 1900 | 1950 | 2000 | 2018 |
| Einwohner | 355  | 316  | 454  | 76   | 18   |

Infolge der Mechanisierung der Landwirtschaft, der Aufgabe bäuerlicher Kleinbetriebe und des daraus resultierenden geringeren Arbeitskräftebedarfs ist die Einwohnerzahl seit der Mitte des 20. Jahrhunderts deutlich zurückgegangen.

## Wirtschaft
Grundlage des Lebens und Überlebens der jahrhundertelang als Selbstversorger lebenden Bewohner von Cigudosa war und ist die Landwirtschaft, zu der natürlich auch die Viehzucht gehört. Einige der leerstehenden Häuser wurden in den letzten Jahrzehnten zu Ferienwohnungen (casas rurales) umgebaut.

## Geschichte
Kelten, Römer und Westgoten haben keine Spuren auf dem Gebiet der Gemeinde hinterlassen. Angeblich aus der Zeit der Maurenherrschaft  stammt ein mächtiger Wehr- und Wachturm im Ortszentrum. Das 11. Jahrhundert ist gekennzeichnet durch die christliche Rückeroberung (reconquista) und Wiederbesiedlung (repoblación) der Gegend, die bis zum Frieden von Almazán (1375) gleichermaßen vom Königreich Aragón und von Kastilien beansprucht wurde.

## Sehenswürdigkeiten

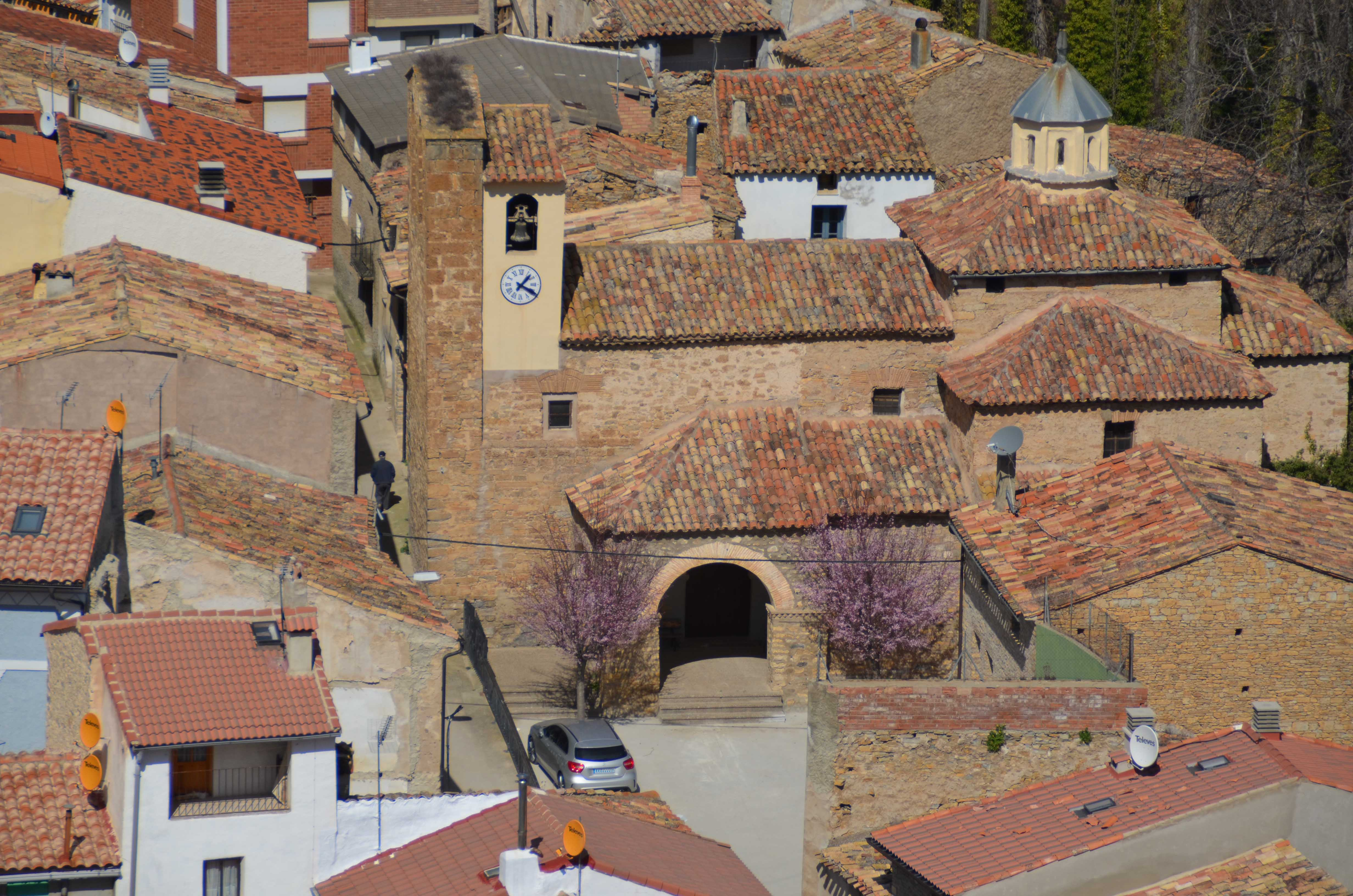
Cigudosa – Ortsbild mit Kirche

- Von einigen wird der aus Bruchsteinen (mampostería) errichtete und ursprünglich nahezu fensterlose Wehrturm der maurischen Zeit zugerechnet; andere datieren ihn in die christliche Zeit. Im 18. oder 19. Jahrhundert wurde er in fünf Wohngeschosse unterteilt; dabei wurden größere Fenster eingebaut.
- Einige der ein- und zweigeschossigen älteren Häuser des Ortes zeigen ebenfalls Bruchsteinfassaden.
- Die Pfarrkirche San Pedro Apóstol war ursprünglich ein spätromanischer Bau mit einem Glockengiebel (espadaña). Das Eingangsportal befindet sich auf der Südseite; es wurde – wie die gesamte Kirche – im 18. Jahrhundert erneuert und erhielt einen überdachten Vorbau. Der Kirchenbau ist einschiffig; die Vierung ist von einer Kuppel mit Laterne überhöht. Der Hauptaltar (retablo) zeigt Einflüsse des Churriguera-Stils; an den Seitenwänden befinden sich weitere Altäre. Beachtenswert ist auch das romanische Taufbecken (pila bautismal).